# ناتالیا راموس
 ناتالیا راموس (انگلیسی: Nathalia Ramos؛ زادهٔ ۳ ژوئیهٔ ۱۹۹۲) یک هنرپیشه اهل ایالات متحده آمریکا است. وی از سال ۲۰۰۵ میلادی تاکنون مشغول فعالیت بوده‌است.